# Timertsmeer
Het Timertsmeer (Fries en officieel: Timertsmar) is een meertje in de Friese gemeente Leeuwarden, gelegen ten noorden van Grouw tussen Idaard en het Prinses Margrietkanaal.

## Beschrijving
Het meertje is onder ander begroeid met waterlelies en krabbenscheer. Het gebiedje was voorheen in gebruik als landbouwgrond en stortplaats. Het is tegenwoordig een natuurgebied en vogelreservaat dat wordt beheerd door Staatsbosbeheer. Aan de zuidkant bevindt zich een vogelkijkhut. Aan de noordkant bevinden zich de poldermolen Tjasker Grouw en een mini-camping.
Aan de westkant staat het meer door middel van de Bouwesloot (Bouwesleat) in verbinding met het Pomprak. Aan de oostkant is via het Meer-Tijnje (Meartynje) een waterverbinding met het Prinses Margrietkanaal. De naam Timertsmar geldt sinds 15 maart 2007 als de officiële naam.